# Uraz Turakulow
Uraz Holmatowicz Turakulow, tadż. Ураз Ҳолматович Туракулов ros. Ураз Холматович Туракулов, Uraz Chołmatowicz Turakułow (ur. 28 stycznia 1963 w Kurgonteppie, Tadżycka SRR) – tadżycki piłkarz, grający na pozycji obrońcy, trener piłkarski.

## Kariera piłkarska
W 1980 rozpoczął karierę piłkarską w miejscowym Pachtakorze Kurgonteppa. W 1985 został powołany do służby wojskowej, podczas której grał w zespole Zwiezda Tallinn. W 1987 po zwolnieniu z wojska powrócił do klubu z Kurgonteppy, który już nazywał się Wachsz. W 1991 roku zakończył karierę piłkarza.

## Kariera trenerska
Po zakończeniu kariery piłkarza rozpoczął pracę szkoleniowca. W 1994 stał na czele rodzimego klubu Wachsz Kurgonteppa, którym kierował ponad 10 lat do 2007 roku. W latach 1996–2004 również pomagał trenować narodową reprezentację Tadżykistanu. W 2008 został mianowany na stanowisko głównego trenera klubu FK Chodżent.

## Sukcesy i odznaczenia

### Sukcesy trenerskie
Wachsz Kurgonteppa
- finalista Pucharu Prezydenta AFC: 2006
- mistrz Tadżykistanu: 1997, 2005, 2009
- wicemistrz Tadżykistanu: 2004
- brązowy medalista mistrzostw Tadżykistanu: 2006, 2007
- zdobywca Pucharu Tadżykistanu: 1997, 2003
- finalista Pucharu Tadżykistanu: 2002, 2005

FK Chodżent
- wicemistrz Tadżykistanu: 2015
- brązowy medalista mistrzostw Tadżykistanu: 2008, 2009, 2014
- zdobywca Pucharu Tadżykistanu: 2008
- finalista Pucharu Tadżykistanu: 2010

### Odznaczenia
- tytuł Mistrza Sportu ZSRR: 1991
- tytuł Zasłużonego Trenera Tadżykistanu: 2006